# DB 82 sorozat
A DB 82 sorozat egy német E tengelyelrendezésű szertartályos gőzmozdony sorozat volt. 1950 és 1955 között gyártotta a Krupp, a Henschel és az Esslingen. Összesen 41 db épült a sorozatból. A típust 1972-ben selejtezték.